# Холтосон
Холтосон (рос. Холтосон) — село (з 1953 по 2003 — селище міського типу) Закаменського району, Бурятії Росії. Входить до складу Міського поселення Місто Закаменськ.
Населення — 877 осіб (2015 рік).